# Parque Nacional Tortuguero

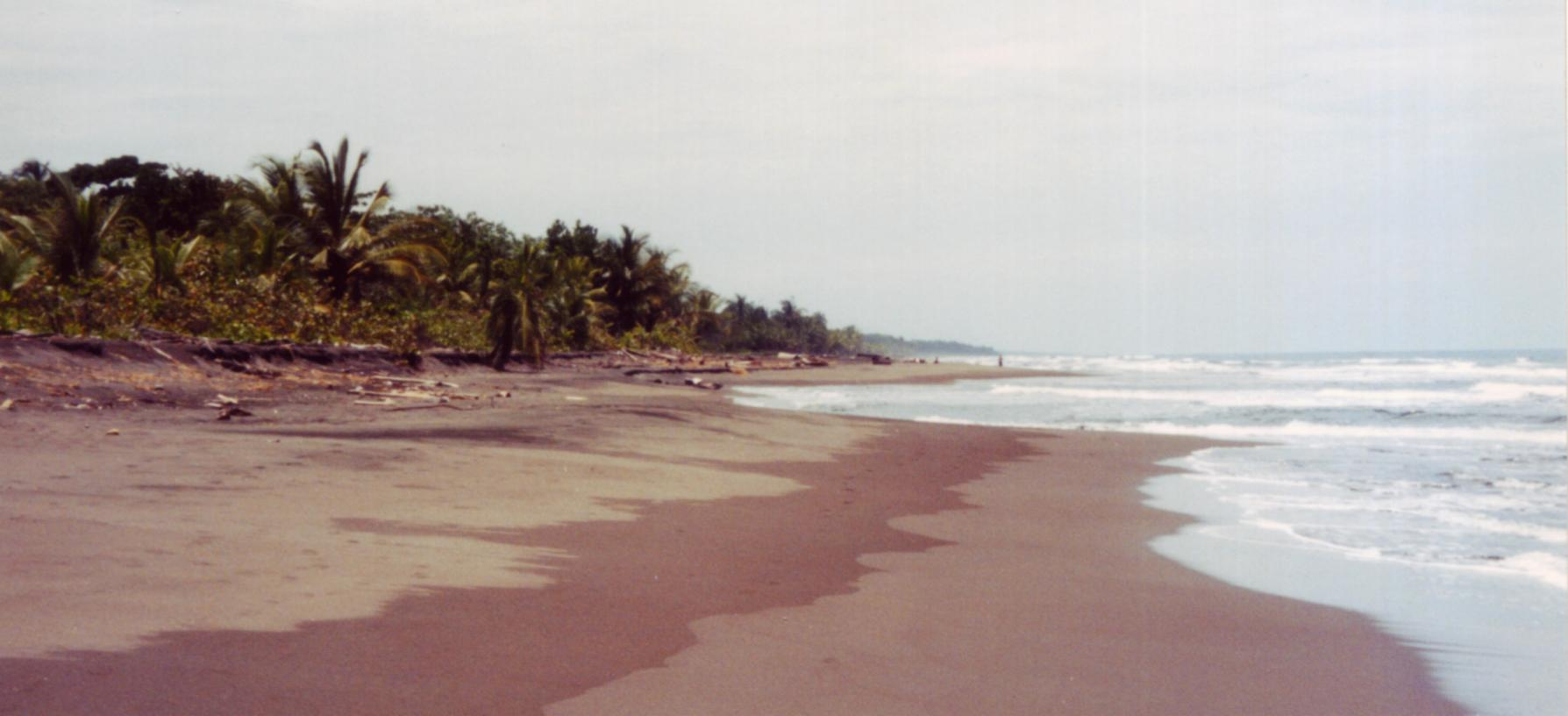
Costa do mar caribenho no Parque Nacional Tortuguero, província de Limon, Costa Rica

O Parque Nacional Tortuguero é um dos mais importantes parques da Costa Rica, devido à sua diversidade ecológica, às suas extensas praias, que são um dos principais pontos de desova das tartarugas marinhas, e também devido à sua fauna e flora variadas.